# Rafael Foltyn

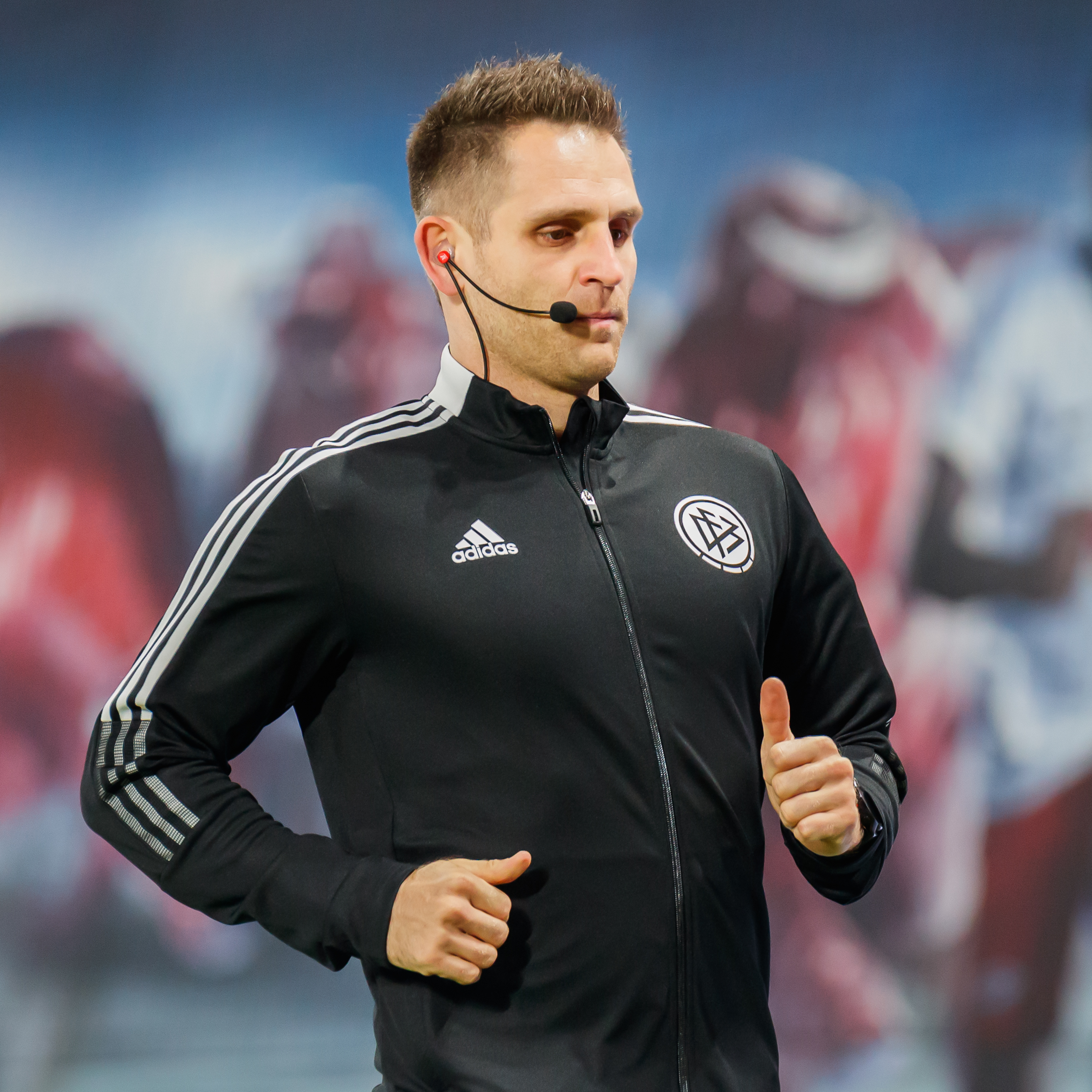
Foltyn (2021)

Rafael Foltyn (* 21. Juni 1985 in Mainz-Kastel) ist ein deutscher Fußballschiedsrichter.

## Leben
Rafael Foltyn lebt in Mainz-Kastel. Er ist DFB-Schiedsrichter für die TSG Kastel 1846. In den Saisons 2008/09 bis 2011/12 leitete er Spiele der Fußball-Regionalliga Nord, West und Süd. Später spezialisierte er sich als Schiedsrichter-Assistent.
Als Linienrichter begleitet er seit der Saison 2010/11 Spiele der 2. Fußball-Bundesliga, seit der Saison 2012/13 Spiele der Fußball-Bundesliga. Seit der Saison 2015/16 wird er bei Partien in der UEFA Europa League und UEFA Champions League eingesetzt.
Foltyn wurde im Schiedsrichter-Gespann um Daniel Siebert zusammen mit Jan Seidel als Assistent für die Europameisterschaft 2021 nominiert. Das Team leitete drei Partien, darunter das Achtelfinale zwischen Wales und Dänemark.
Ebenfalls 2021 wurde Foltyn gemeinsam mit Christian Gittelmann in Sieberts Team für den FIFA-Arabien-Pokal nominiert, bei dem er zu fünf Einsätzen kam, darunter das Endspiel zwischen Tunesien und Algerien.
2022 kam Foltyn bei Weltmeisterschaft 2022 in Katar zum Einsatz, bei der er zwei Spiele als VAR und zwei Spiele als Assistent im selben Gespann wie bei der EM 2021 begleitete.
Zur Europameisterschaft 2024 wurde das Gespann um Hauptschiedsrichter Siebert erneut nominiert und kam zu zwei Einsätzen in der Gruppenphase.